# Ардасан
Ардасан (рос. Ардасан) — селище Селенгинського району, Бурятії Росії. Входить до складу Сільського поселення Загустайське.
Населення —  163 особи (2015 рік). 